# Джузеппе Сантомазо
Джузеппе Сантомазо (італ. Giuseppe Santomaso) — італійський художник. Один з творців нового фронту мистецтв.
Народився в родині ювеліра, в Венеції, і більшу частину свого життя провів у рідному місті. У 1932—1934 роках навчався у венеціанській Академії витончених мистецтв. Уже в 1934 році він запрошується до участі у венеціанському бієнале. Сантомазо цікавиться в першу чергу авангардистським мистецтвом. У 1937 році він здійснює навчальну поїздку до Нідерландів, де вивчає роботи імпресіоністів і фовістів. Під час поїздок в Париж, пов'язаних зі Всесвітньою виставкою, Сантомазо знайомиться з живописом Матісса, Жоржа Брака, Боннара і Пікассо. У 1939 році відкривається персональна виставка робіт Сантомазо в паризькій галереї Rive Gauche.